# Прокляте селище (фільм, 1995)
«Прокляте селище» (англ. Village of the Damned) — американський фантастичний трилер, режисера Джона Карпентера, знятий за романом Джона Уіндема «Зозулі Мідвіча» (The Midwich Cuckoos). Ремейк однойменного англійського фільму 1960 року.

## Сюжет
Американське село Мідвич відвідують інопланетяни. Під їх впливом жителі села раптово впадають у тривалий сон. В результаті візиту інопланетян кілька мешканок села рівно через дев'ять місяців, в один і той же час, народжують дітей схожих один на одного. Подорослішавши малюки відрізняються від звичайних дітей своїм блідим видом, у них платинове волосся і пронизливий погляд, крім того вони розумніші за своїх однолітків, але не проявляють жодних емоцій. Дивні діти приносять жителям села одні нещастя і лякають навіть власних батьків, вони вміють читати думки і володіють незвичайними психічними властивостями.

## У ролях
| Актор               | Роль                             |
| ------------------- | -------------------------------- |
| Крістофер Рів       | доктор Алан Чеффі                |
| Кірсті Еллі         | доктор Сьюзен Вернер             |
| Лінда Козловські    | Джилл МакГовен                   |
| Майкл Паре          | Френк МакГовен                   |
| Мередіт Селенджер   | Мелані Робертс                   |
| Марк Гемілл         | Преподобний Джордж               |
| Піппа Піртрі        | Сарра, дружина Джорджа           |
| Пітер Джейсон       | Бен Блум                         |
| Констанс Форслунд   | Каллі Блум                       |
| Карен Кан           | Барбара Чеффі                    |
| Томас Деккер        | Девід МакГовен                   |
| Ліндсі Гоун         | Мара Чеффі                       |
| Коді Доркін         | Роберт                           |
| Трішалі Гарді       | Джулі                            |
| Джессі Куоррі       | Дороті                           |
| Адам Роббінс        | Айзек                            |
| Челсі ДеРіддер      | Метт                             |
| Рені Рене Сімс      | Кейсі                            |
| Даніела Кітон       | Лілі                             |
| Гілларі Гарві       | Мара, 1 рік                      |
| Бредлі Вільгельм    | Девід, 1 рік                     |
| Дженніфер Вільхайм  | Мара / Девід, 4 місяці           |
| Джордж «Бак» Флауер | Карлтон                          |
| Сквайр Фріделль     | шериф                            |
| Дерріл Джонс        | патрульний                       |
| Ед Корбетт          | старий заступник                 |
| Росс Мартіно        | молодий заступник                |
| Скіп Річардсон      | заступник                        |
| Тоні Гейні          | доктор Буш                       |
| Шерон Іваі          | лікар-офтальмолог                |
| Роберт Льюїс Буш    | містер Робертс                   |
| Монтгомері Гом      | технік                           |
| Стівен Чемберс      | солдат 1                         |
| Рон Каелл           | солдат 2                         |
| Лейн Нішікава       | вчений                           |
| Майкл Гелтон        | Гарольд, заправник               |
| Джулі Екклс         | Ейлін Мур                        |
| Луіс Саундерс       | лікар в поліклініці              |
| Сідні Болдуін       | терапевт                         |
| Вендолін Лі         | медсестра 5                      |
| Кетлін Турко-Ліон   | медсестра 3                      |
| Ебігейл Ван Елін    | медсестра 1                      |
| Рой Конрад          | Олівер                           |
| Ден Белцер          | Сем, молодий чоловік             |
| Дена Мартінез       | Сінді, молода дружина            |
| Еліс Барден         | жінка в міській ратуші           |
| Джон Бребнер        | чоловік в міській ратуші         |
| Ральф Міллер        | житель                           |
| Джон Карпентер      | людина біля телефону на заправці |
| Джефф Скотт         | лаборант                         |

## Саундтрек
| Список треків | Список треків           | Список треків |
| #             | Назва                   | Тривалість    |
| ------------- | ----------------------- | ------------- |
| 1.            | «March of the Children» | 8:07          |
| 2.            | «Children's Carol»      | 1:43          |
| 3.            | «Angel of Death»        | 1:38          |
| 4.            | «Daybreak»              | 1:16          |
| 5.            | «The Fair»              | 1:33          |
| 6.            | «The Children's Theme»  | 1:17          |
| 7.            | «Ben's Death»           | 3:20          |
| 8.            | «The Funeral»           | 1:55          |
| 9.            | «Midwich Shuffle»       | 2:04          |
| 10.           | «Baptism»               | 1:05          |
| 11.           | «Burning Desire»        | 5:00          |
| 12.           | «Welcome Home, Ben»     | 1:05          |
| 13.           | «The Brick Wall»        | 3:21          |
| 33:23         |                         |               |